# Cyperus iria
Cyperus iria är en halvgräsart som beskrevs av Carl von Linné. Enligt Catalogue of Life ingår Cyperus iria i släktet papyrusar, och familjen halvgräs, men enligt Dyntaxa är tillhörigheten istället släktet papyrusar, och familjen halvgräs. Arten har ej påträffats i Sverige. Inga underarter finns listade i Catalogue of Life.